# Берман, Михаил Михайлович
Михаил Михайлович Берман (1908—1976) — советский промышленный деятель, инженер-станкостроитель, Герой Социалистического Труда (1976).

## Биография
Михаил Михайлович Берман родился 31 марта 1908 года в городе Борисове (ныне — Минская область Белоруссии). С 1929 года проживал и работал в Москве.
Долгие годы работал на Московском станкостроительном заводе имени С. Орджоникидзе Министерства станкостроительной и инструментальной промышленности СССР, был его главным инженером, а впоследствии директором.
Являлся автором ряда научных работ в области создания производства и применения гидравлических токарно-копировальных полуавтоматов, автоматических производственных линий. Автор изобретений в этой области.
В 1959 году Берману вместе с четырьмя конструкторами завода за «создание, освоение серийного производства и внедрение в промышленность гаммы высокопроизводительных гидравлических токарно-копировальных полуавтоматов» была присуждена Ленинская премия в области техники.
Указом Президиума Верховного Совета СССР в 1976 году Михаилу Михайловичу Берману было присвоено высокое звание Героя Социалистического Труда с вручением ордена Ленина и медали «Серп и Молот».

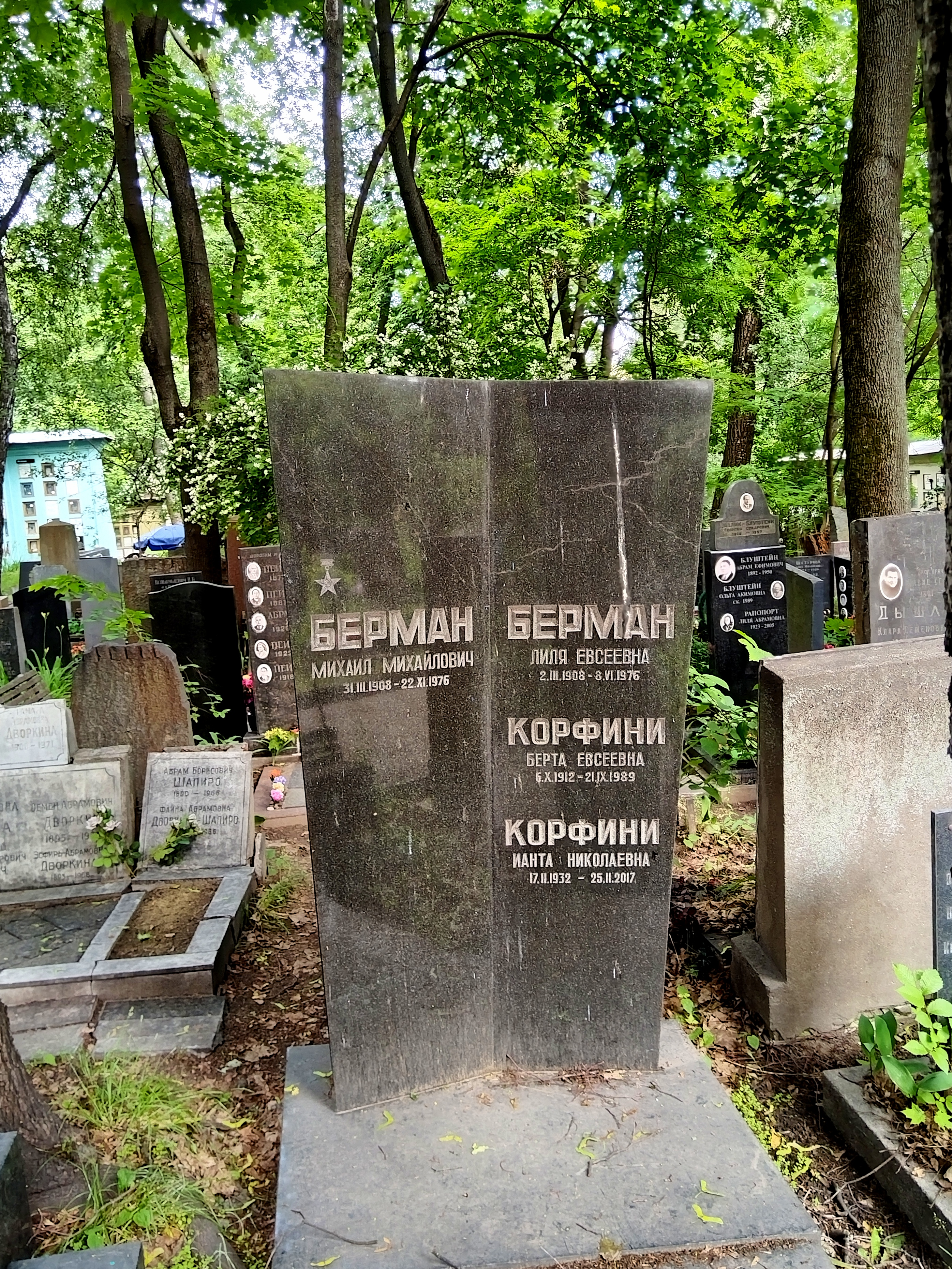
Могила на Ваганьковском кладбище

Умер 22 ноября 1976 года, похоронен на Донском кладбище Москвы.